# قوات مشاة بحرية جمهورية فيتنام
كانت قوات مشاة بحرية جمهورية فيتنام (اختصارًا RVNMD، الفيتنامية: Sư Đoàn Thủy Quân Lục Chiến أو TQLC؛ الفرنسية: Division de Marines de la république du Viêt Nam) جزءًا من القوات المسلحة لفيتنام الجنوبية. تم تأسيسها من قِبل نجو دينه ديم في عام 1954 عندما كان رئيس وزراء دولة فيتنام، والتي أصبحت جمهورية فيتنام في عام 1955. وكان القائد الأطول خدمة هو الفريق أول لي نجوين كانج. في عام 1969، بلغ عدد القوات 9,300 فرد، و15,000 فرد بحلول عام 1973،  و20,000 فرد بحلول عام 1975. 